# Chopper (Archäologie)

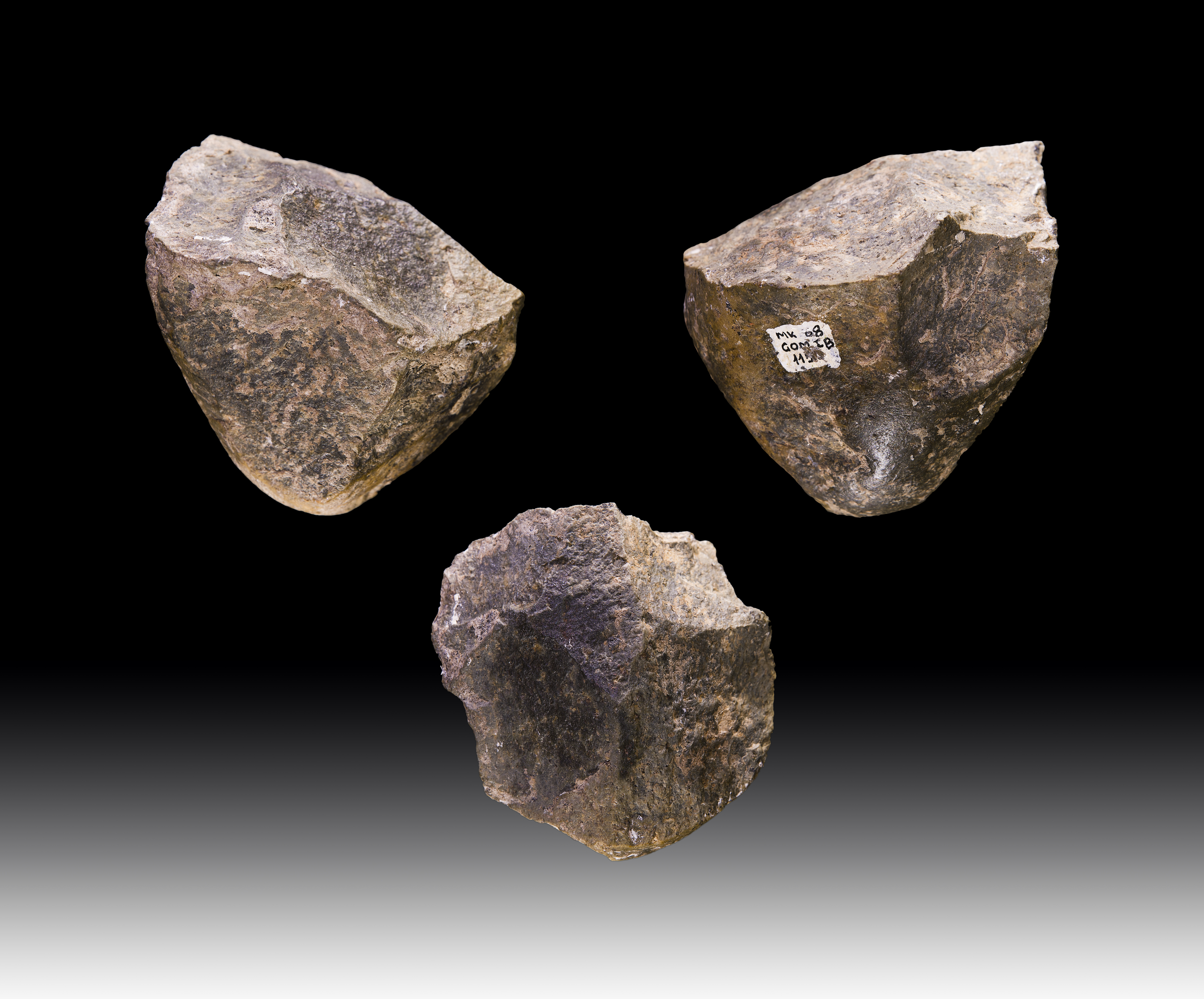
1,7 Millionen Jahre alte Chopper aus Hadar

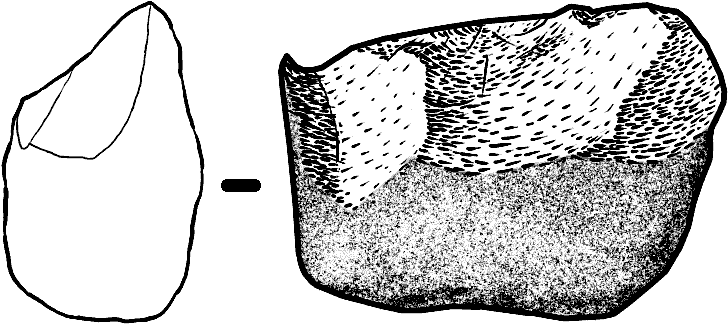
Etwa 1,8 Mio. Jahre alter Chopper aus Dmanisi/Georgien

Als Chopper (engl. Verb: to chop = ‚hacken‘) wird in der Archäologie ein meist rundliches oder ovales Geröllgerät (engl.: pebble tool) der frühen Altsteinzeit bezeichnet, dessen Schneide durch einseitige Bearbeitung einer Kante erzeugt wurde. Chopper sind die ältesten Steingeräte der Menschheit und zugleich die ersten Kerngeräte. Die ältesten Belege hierfür sind etwa 2,6 Millionen Jahre alt. Chopper sind eine Leitform des frühen Oldowan in Ostafrika; in dieser Zeit besaßen sie eine starke, dominante Stellung. Im developed Oldowan nahm ihre Verbreitung stark ab – sie sank von vormals über 60 % Anteil an allen gefundenen Werkzeugen auf nur mehr ca. 28 %. Als neues, weit verbreitetes und nahezu universal verwendetes Werkzeug setzte sich das Chopping Tool durch.
Im Gegensatz zu den beidflächigen Chopping Tools werden Chopper jeweils nur durch einseitiges Behauen eines Gerölls hergestellt. Dabei entstehen gleichzeitig Abschläge, deren scharfe Kanten als frühe Schneidwerkzeuge gedient haben können.
Als Produzent dieser frühesten Steinwerkzeuge gilt traditionell Homo habilis, da Reste dieser frühen Menschenform zusammen mit Choppern gefunden wurden. Fundorte sind beispielsweise die Olduvai-Schlucht (engl.: Olduvai Gorge) und Koobi Fora im Omo-Tal. In jüngerer Zeit werden auch Homo rudolfensis und Australopithecus garhi als Hersteller solcher Artefakte diskutiert.

## Herstellung
Chopper werden aus Kieselsteinen oder anderen Flussgeröllen hergestellt. Die Oldowan-Chopper bestehen größtenteils aus Phonolith, einem vulkanischen Gestein von grünlich-grauer Farbe. Die Herstellung erfolgt mittels eines Schlagsteines, der in einem bestimmten Winkel auf eine Seite des zu bearbeitenden Steines trifft; dadurch werden auf einer Seite Splitter abgeschlagen, und es entsteht ein Werkzeug mit einer scharfen Kante. Werden daraufhin weitere Abspaltungen durchgeführt, so wird die Kante länger. Die Zurichtung des Steingerätes mittels eines Schlagsteins (ohne Zwischenstücke) wird Hartschlagtechnik genannt. Bei der Weichschlagtechnik wird dagegen zum Beispiel mit einem Geweihhammer, einem Knochen oder Hartholzstück geschlagen. Die Herstellung von Choppern erfolgte teilweise auf einem steinernen Amboss.
Bereits in dieser primitiven Technik der Artefaktherstellung sind konstitutive Elemente späterer Bearbeitungstechniken enthalten. Im weiteren Verlauf des Altpaläolithikums entwickelte sich diese ein-, später zweiseitige Bearbeitung in zwei Richtungen: Einerseits in die Abschlags-, andererseits in die Zweiseiter-Kulturen.

## Typenspektrum
Mary Leakey legte Anfang der 1960er-Jahre in ihren Monographien zu den Ausgrabungen in der Olduvai-Schlucht dar, dass trotz der Simplizität der Bearbeitungen von Choppern eine weitere Unterteilung dieser frühen Artefakte möglich sei. Diese Unterteilung basiere auf der Relation der Schlagkante zur Originalgestalt des Steins, welche sich häufig aufgrund der Einfachheit der Modifikationen nachträglich rekonstruieren lasse. Generell sei es möglich, fünf Unterarten der Chopper festzustellen. Dies sind erstens die Side-Chopper (hier ist die bearbeitete Fläche identisch mit einer der seitlichen Kanten des ursprünglichen Steins), zweitens die End-Chopper (für gewöhnlich aus annähernd rechteckigen Steinen gefertigt. Die End-Chopper definieren sich dadurch, dass die Länge des Abstands der bearbeiteten Kante zur Unterseite von allen Choppern die größte ist. Die bearbeitete Kante befindet sich demnach am weitesten vom „Ende“ des Steins entfernt, wenngleich der Begriff „Ende“ in diesem Zusammenhang nicht wirklich zu passen scheint, adäquater wäre das Wort Unterseite, also die unbearbeitete, gerundete Seite des Artefakts), drittens die von Leakey so genannten two edged-Choppers und letztens Varianten der seitlichen oder End-Chopper. Bezüglich ihrer prozentualen Verbreitung nehmen die Side-Chopper eine definitive Vorrangstellung ein; in Olduvai beispielsweise lag ihr Anteil an allen gefundenen Choppern bei 64,4 %. End-Chopper stellen den zweitgrößten Posten mit immerhin noch 21,9 % dar; die two-edged Chopper sind mit 8,4 % vertreten. Die Varianten des Side- und des End-Choppers bilden den restlichen Anteil.
In dem Zusammenhang mit Mary Leakeys Einteilung der Chopper ist insbesondere die Existenz der two-edged-Chopper fragwürdig; diese Form des Gerätes würde heute eher dem Chopping Tool zugerechnet werden.

## Verwendung
Der Verwendungszweck von Choppern bestand hauptsächlich im Aufspalten der Langknochen von größeren Säugetieren, um an das fetthaltige Knochenmark zu gelangen. Da das menschliche Gebiss nicht zum Zerreißen von rohem Fleisch geeignet ist, kann auch die Funktion des Zerteilens und Zerschneidens von Fleisch angenommen werden. Während die Verwertung von Aas umstritten ist, konnten Hack- und Schnittspuren auf Knochen von erlegten Tieren – zum Beispiel aus der Fundstelle Bouri in Äthiopien – in einigen Fällen den direkten Beweis der Nutzung von Choppern erbringen. Dabei wurde stets die scharfe, bearbeitete Kante benutzt. In manchen Fällen gibt es auch Spuren der Verwendung der unteren, gerundeten Oberfläche des Choppers; diese wurde als Hammer benutzt. Nachgewiesen wird eine solche Verwendung durch die Untersuchung der Kortexoberfläche an dieser Stelle: Weist sie geringfügige Rissspuren auf, kann man davon ausgehen, dass sie auf weiches, organisches Material auftraf.

## Fundorte
- Afrika:

Aus den Ländern Ostafrikas stammen die ältesten, bis 2,6 Millionen Jahre alten Chopper, wie beispielsweise aus Tansania (Olduvai-Schlucht), Kenia (Koobi Fora) und Äthiopien (Kada Hadar). Funde sind aber auch aus Ägypten und aus Südafrika bekannt.
- Asien:

In Asien reichen die Alter von Choppern bis 1,66 Millionen Jahre zurück. Fundländer sind China, Pakistan, Iran, Israel und Georgien (Dmanisi). Sehr viele Steinwerkzeuge, darunter auch Chopper, wurden im Norden Thailands bei Sao Din entdeckt.
- Europa:

Oldowan-Chopper wurden in Bulgarien, Deutschland, Frankreich, Großbritannien, Italien, Russland, Schweiz, Spanien, Tschechien und Ungarn gefunden.
- Nordamerika:

Selbst im Süden und im Südwesten Nordamerikas tauchten Chopper auf, beispielsweise in Oklahoma.

## Belege
1. ↑  Joachim Hahn: Erkennen und Bestimmen von Stein- und Knochenartefakten. Einführung in die Artefaktmorphologie (= Archaeologica Venatoria. Band 10). Verlag Archaeologica Venatoria u. a., Tübingen 1991, ISBN 3-921618-31-2.
2. 1 2  Sileshi Semaw: The World’s Oldest Stone Artefacts from Gona, Ethiopia: Their Implications for Understanding Stone Technology and Patterns of Human Evolution Between 2·6–1·5 Million Years Ago. In: Journal of Archaeological Science. Band 27, Nummer 12, 2000, S. 1197–1214, doi:10.1006/jasc.1999.0592, (Volltext auch bei indiana.edu (PDF; 1,0 MB) (Memento vom 7. Mai 2013 im Internet Archive)).
3. ↑  Ian Tattersall, Eric Delson, John Van Couvering (Hrsg.): Encyclopedia of human evolution and prehistory (= Garland Reference Library of the Humanities. 768). Garland, New York NY u. a. 1988, ISBN 0-8240-9375-5, S. 388.
4. ↑  Fiorenzo Facchini: Die Ursprünge der Menschheit. Konrad Theiss, Stuttgart 2006, ISBN 3-8062-1991-5, S. 110.
5. 1 2  Mary D. Leakey: Excavations in beds I and II. 1960–1963 (= Olduvai Gorge. Band 3). Cambridge University Press, Cambridge 1971, S. 4 f.
6. ↑  Robert J. Blumenschine, John A. Cavallo: Frühe Hominiden – Aasfresser. In: Spektrum der Wissenschaft. Dezember 1992, S. 88–95.
7. ↑  Jean de Heinzelin, J. Desmond Clark, Tim White, William Hart, Paul Renne, Giday WoldeGabriel, Yonas Beyene, Elisabeth Vrba: Environment and Behavior of 2.5-Million-Year-Old Bouri Hominids. In: Science. Band 284, Nummer 5414, 1999, S. 625–629, doi:10.1126/science.284.5414.625.
8. ↑  Luzia Knobel: Archäologie. In: Gemeinde Lexikon Riehen.